# Шурийоки
Шурийоки — река в России, протекает на севере Карелии, в Лоухском районе недалеко от его границы с Калевальским районом.
Исток — озеро Шуриярви. Высота истока — 163,2 м над уровнем моря. Устье реки находится в 27 км по левому берегу реки Валазрека. Длина реки составляет 11 км. Высота устья — 142,7 м над уровнем моря.
В 11 км от устья (недалеко от истока), по правому берегу реки впадает река Кивийоки.
В 2 км западнее верхнего течения реки проходит дорога Калевала — Тунгозеро.

## Данные водного реестра
По данным государственного водного реестра России относится к Баренцево-Беломорскому бассейновому округу, водохозяйственный участок реки — Ковда от истока до Кумского гидроузла, включая озёра Пяозеро, Топозеро. Речной бассейн реки — бассейны рек Кольского полуострова и Карелии, впадает в Белое море.
Код объекта в государственном водном реестре — 02020000412102000000314.